# Shaw Heights
Shaw Heights – jednostka osadnicza w Stanach Zjednoczonych, w stanie Kolorado, w hrabstwie Adams.